# Лапино (Крым)
Ла́пино (до 1948 года Корото́-Кия́т, Хоротокият; укр. Лапино, крымскотат. Qara Ata Qıyat, Къара Ата Къыят) — исчезнувшее село в Раздольненском районе Республики Крым, располагавшееся на западе района, в степной части Крыма, примерно в 2,5 километрах восточнее современного села Рылеевка.

### Динамика численности населения
- 1806 год — 140 чел.[5]
- 1892 год — 24 чел.[6]
- 1900 год — 232 чел.[7]
- 1915 год — 95/5 чел.[8][9]
- 1926 год — 184 чел.[10]

## История
Первое документальное упоминание села встречается в Камеральном Описании Крыма… 1784 года, судя по которому, в последний период Крымского ханства Куртаяк входил в Мангытский кадылык Козловскаго каймаканства. После присоединения Крыма к России (8) 19 апреля 1783 года, (8) 19 февраля 1784 года, именным указом Екатерины II сенату, на территории бывшего Крымского ханства была образована Таврическая область и деревня была приписана к Евпаторийскому уезду. После павловских реформ, с 1796 по 1802 год входила в Акмечетский уезд Новороссийской губернии. По новому административному делению, после создания 8 (20) октября 1802 года Таврической губернии, Корото-Кият был определён центром Хоротокиятской волости Евпаторийского уезда.
По Ведомости о волостях и селениях, в Евпаторийском уезде с показанием числа дворов и душ… от 19 апреля 1806 года в деревне Хоротокият числилось 17 дворов и 140 жителей, исключительно крымских татар. На военно-топографической карте генерал-майора Мухина 1817 года деревня Харатакият обозначена с 12 дворами. После реформы волостного деления 1829 года Хоротокият, согласно «Ведомости о казённых волостях Таврической губернии 1829 года» отнесли к Аксакал-Меркитской волости (переименованной из Хоротокиятской). На карте 1836 года в деревне 11 дворов. Затем, видимо, в результате эмиграции крымских татар, деревня заметно опустела и на карте 1842 года Карата-Кыят обозначен условным знаком «малая деревня», то есть, менее 5 дворов.
В 1860-х годах, после земской реформы Александра II, деревню приписали к Биюк-Асской волости. Согласно «Памятной книжке Таврической губернии за 1867 год», деревня была покинута, в результате эмиграции крымских татар, особенно массовой после Крымской войны 1853—1856 годов, в Турцию и представляла собой помещичью экономию без поселенцев. По обследованиям профессора А. Н. Козловского 1867 года, вода в колодцах селения Хоротокият была пресная, а их глубина достигала 30—40 саженей «и более» (63—85 м). На трехверстовой карте Шуберта 1865—1876 года в деревне Карата-Кыят 2 двора. Согласно «…Памятной книжке Таврической губернии на 1892 год», в деревне Хорото-Кият, входившей в Кадышский участок, было 24 жителя в 4 домохозяйствах.
Земская реформа 1890-х годов в Евпаторийском уезде прошла после 1892 года, в результате Коротокият приписали к Агайской волости.
По «…Памятной книжке Таврической губернии на 1900 год» в деревне числилось 232 жителя в 22 дворах. На 1902 год в деревне работал фельдшер. Видимо, в начале века в деревне сменилось население — заселились крымские немцы, поскольку по Статистическому справочнику Таврической губернии. Ч.II-я. Статистический очерк, выпуск пятый Евпаторийский уезд, 1915 год, в деревне Коротокият Агайской волости Евпаторийского уезда числилось 9 дворов (1 двор с землёй, 8 — безземельные) со смешанным населением в количестве 95 человек приписных жителей и 5 — «посторонних», из которых 47 мужчин и 53 женщины. Жители владели 2056 десятинами удобной земли. В хозяйствах имелось 96 лошадей, 16 коров и 54 головы мелкого скота (согласно энциклопедическому словарю «Немцы России» 100 жителей-немцев).
После установления в Крыму Советской власти, по постановлению Крымревкома от 8 января 1921 года № 206 «Об изменении административных границ» была упразднена волостная система и село вошло в состав Бакальского района Евпаторийского уезда, а в 1922 году уезды получили название округов. 11 октября 1923 года, согласно постановлению ВЦИК, в административное деление Крымской АССР были внесены изменения, в результате которых округа были отменены, Бакальский район упразднён и село вошло в состав Евпаторийского района. Согласно Списку населённых пунктов Крымской АССР по Всесоюзной переписи 17 декабря 1926 года, в селе Корото-Кият, Бий-Орлюкского сельсовета Евпаторийского района, числилось 42 двора, из них 37 крестьянских, население составляло 184 человека, из них 142 немца, 24 еврея, 14 украинцев, 4 русских. После создания 15 сентября 1931 года Фрайдорфского (переименованного в 1944 году в Новосёловский) еврейского национального района Корото-Кият включили в его состав, а после создания в 1935 году Ак-Шеихского района (переименованного в 1944 году в Раздольненский) включили в состав нового. Вскоре после начала Великой Отечественной войны, 18 августа 1941 года крымские немцы были выселены, сначала в Ставропольский край, а затем в Сибирь и северный Казахстан.
С 25 июня 1946 года Корото-Кият в составе Крымской области РСФСР. Указом Президиума Верховного Совета РСФСР от 18 мая 1948 года, Корото-Кият переименовали в Лапино. 26 апреля 1954 года Крымская область была передана из состава РСФСР в состав УССР. Время включения в Славновский сельсовет пока не выяснено: на 15 июня 1960 года село уже числилось в его составе. Ликвидировано к 1968 году (согласно справочнику «Крымская область. Административно-территориальное деление на 1 января 1968 года» — в период с 1954 по 1968 годы, как посёлок Славновского сельсовета).